# Bill Beltz
William „Bill“ Earnest Beltz (* 17. April 1912 in Haycock, Nome Census Area, Alaska; † 21. November 1960 in Anchorage, Alaska) war ein US-amerikanischer Politiker der Demokratischen Partei, der unter anderem zwischen 1959 und 1960 erster Präsident des Senats von Alaska war, nachdem dieses am 3. Januar 1959 formell Bundesstaat der Vereinigten Staaten geworden war.

## Leben
William „Bill“ Earnest Beltz, drittes von sechs Kindern von John Skyles Beltz und Susie Goodwin Beltz (1882–1961), war nach Abschluss der High School im Rahmen eines Home Study Course als Tischler in Nome, Fairbanks und Unalakleet sowie als Präsident und Handelsvertreter des Carpenters’ Local No. 1243 in Fairbanks tätig. 1949 wurde er für die Demokratische Partei erstmals zum Mitglied des Repräsentantenhauses des damaligen Alaska-Territoriums gewählt und vertrat in diesem bis 1950 den Wahlkreis 2nd District. Im Anschluss wurde er 1951 zum Mitglied des Senats des Alaska-Territoriums gewählt und vertrat auch dort bis 1959 den Wahlkreis 2nd District. 1952 vertrat er das Territorium als Delegierter auf der Democratic National Convention (DNC).
Nachdem Alaska am 3. Januar 1959 formell Bundesstaat der Vereinigten Staaten geworden war, wurde Bill Beltz Mitglied des Senats von Alaska, des Oberhauses der Alaska Legislature. Darüber hinaus wurde er erster Präsident des Senats und bekleidete das Amt bis zu seinem Tode am 21. November 1960, woraufhin sein Parteifreund Frank Peratrovich dieses Amt übernahm. 1960 war er zudem für Alaska abermals Delegierter auf der Democratic National Convention. Er war zudem Mitglied der 1898 gegründeten Bruderschaft Fraternal Order of Eagles (FOE).
Aus seiner Ehe mit Arne Louise Bulkeley Beltz (1917–2013) gingen sieben Kinder hervor. Nach seinem Tode wurde er auf dem Memorial Park Cemetery in Anchorage beigesetzt. Ihm zu Ehren wurde 1965 die Berufsschule in Nome benannt, die heutige Nome-Beltz Middle High School.